# Circonscription de Hay Hassani
La circonscription de Moulay Rachid est la circonscription législative marocaine de la préfecture de Hay Hassani située en région Casablanca-Settat. Elle est représentée dans la Xe législature par Ahmed Jodar, Amina Maelainine et Abdelkader Boudraa.

## Historique des députations
| Législature | Début de mandat  | Fin de mandat    | Députés élus | Députés élus                | Députés élus | Députés élus               | Députés élus | Députés élus         |
| ----------- | ---------------- | ---------------- | ------------ | --------------------------- | ------------ | -------------------------- | ------------ | -------------------- |
| IXe         | 26 novembre 2011 | 7 octobre 2016   |              | Bouchta Jamaa (PI)          |              | Mohammed Najib Ammor (PJD) |              | Ahmed Jodar (PJD)    |
| Xe          | 8 octobre 2016   | 8 septembre 2021 |              | Abdelkader Boudraa (PAM)    |              | Amina Maelainine (PJD)     |              | Ahmed Jodar (PJD)    |
| XIe         | 9 septembre 2021 | ?                |              | Salaheddine Changuite (PAM) |              | Mohamed Rekani (PI)        |              | Idriss Chraibi (RNI) |

## Historique des élections

### Découpage électoral d'octobre 2011

#### Élections de 2016
| Parti            | Parti                                               | Voix    | %      | Député(s) élus     |  |
| ---------------- | --------------------------------------------------- | ------- | ------ | ------------------ |  |
|                  | Parti de la justice et du développement (PJD)       | 22 799  | 52,88  | Ahmed Jodar        |  |
| Amina Maelainine | Parti de la justice et du développement (PJD)       | 22 799  | 52,88  |                    |  |
|                  | Parti authenticité et modernité (PAM)               | 6 518   | 15,12  | Abdelkader Boudraa |  |
|                  | Parti du progrès et du socialisme (PPS)             | 4 923   | 11,42  |                    |  |
|                  | Parti de l'Istiqlal (PI)                            | 3 183   | 7,38   |                    |  |
|                  | Fédération de la gauche démocratique (FGD)          | 2 262   | 5,25   |                    |  |
|                  | Rassemblement national des indépendants (RNI)       | 765     | 1,77   |                    |  |
|                  | Union constitutionnelle (UC)                        | 753     | 1,75   |                    |  |
|                  | Union socialiste des forces populaires (USFP)       | 609     | 1,41   |                    |  |
|                  | Parti de la renaissance et de la vertu (PRV)        | 335     | 0,78   |                    |  |
|                  | Mouvement populaire (MP)                            | 266     | 0,62   |                    |  |
|                  | Parti démocratique de l'indépendance (PDI)          | 224     | 0,52   |                    |  |
|                  | Mouvement démocratique et social (MDS)              | 166     | 0,39   |                    |  |
|                  | Parti des Néo-Démocrates (PND)                      | 93      | 0,22   |                    |  |
|                  | Parti de la liberté et de la justice sociale (PLJS) | 91      | 0,21   |                    |  |
|                  | Parti Al Ahd Addimocrati (AHD)                      | 67      | 0,16   |                    |  |
|                  | Parti de l'unité et de la démocratie (PUD)          | 60      | 0,14   |                    |  |
|                  |                                                     |         |        |                    |  |
| Inscrits         | Inscrits                                            | 134 437 | 100,00 |                    |  |
| Abstentions      | Abstentions                                         | 91 323  | 67,93  |                    |  |
| Exprimés         | Exprimés                                            | 43 114  | 32,07  |                    |  |

#### Élections de 2021
| Parti       | Parti                                               | Voix    | %      | Député(s) élus        |  |
| ----------- | --------------------------------------------------- | ------- | ------ | --------------------- |  |
|             | Rassemblement national des indépendants (RNI)       | 9 934   | 36,31  | Idriss Chraibi        |  |
|             | Parti de l'Istiqlal (PI)                            | 3 731   | 13,64  | Mohamed Rekani        |  |
|             | Parti authenticité et modernité (PAM)               | 3 617   | 13,22  | Salaheddine Changuite |  |
|             | Parti de la justice et du développement (PJD)       | 2 519   | 9,21   |                       |  |
|             | Parti du progrès et du socialisme (PPS)             | 1 427   | 5,22   |                       |  |
|             | Parti Al Ahd Addimocrati (AHD)                      | 998     | 3,65   |                       |  |
|             | Parti socialiste unifié (PSU)                       | 994     | 3,63   |                       |  |
|             | Union socialiste des forces populaires (USFP)       | 944     | 3,45   |                       |  |
|             | Mouvement populaire (MP)                            | 787     | 2,88   |                       |  |
|             | Alliance de la fédération de gauche (AGD)           | 763     | 2,79   |                       |  |
|             | Parti de la renaissance et de la vertu (PRV)        | 310     | 1,13   |                       |  |
|             | Front des forces démocratiques (FFD)                | 305     | 1,11   |                       |  |
|             | Mouvement démocratique et social (MDS)              | 260     | 0,95   |                       |  |
|             | Parti de l'Espoir (PE)                              | 216     | 0,79   |                       |  |
|             | Parti des Néo-Démocrates (PND)                      | 207     | 0,76   |                       |  |
|             | Parti de la liberté et de la justice sociale (PLJS) | 98      | 0,36   |                       |  |
|             | Union constitutionnelle (UC)                        | 92      | 0,34   |                       |  |
|             | Parti travailliste (PT)                             | 62      | 0,23   |                       |  |
|             | Parti de l'équité (PE)                              | 59      | 0,22   |                       |  |
|             | Parti du centre social (PCS)                        | 38      | 0,14   |                       |  |
|             |                                                     |         |        |                       |  |
| Inscrits    | Inscrits                                            | 133 860 | 100,00 |                       |  |
| Abstentions | Abstentions                                         | 106 499 | 79,56  |                       |  |
| Exprimés    | Exprimés                                            | 27 361  | 20,44  |                       |  |